# Johann Heinrich Schulze

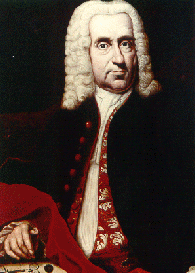
Johann Heinrich Schulze

Johann Heinrich Schulze of Schultz (12 mei 1687 – 10 oktober 1744) was een Duits professor en Uomo universale uit Colbitz gelegen in het Hertogdom Maagdenburg.

## Geschiedenis
Schulze studeerde medicijnen, scheikunde, filosofie en theologie en werd professor in de anatomie en andere onderwerpen aan de Universiteit van Altdorf en de Universiteit van Halle-Wittenberg.

## Belangrijke ontdekkingen
Schulze is het meest bekend voor de ontdekking dat bepaalde zilver zouten, in het bijzonder zilverchloride en zilvernitraat, donker worden in de nabijheid van licht. In een experiment, dat in 1724 werd gehouden, kwam hij erachter dat een mengsel van zilver en kalk minder licht reflecteerde dan pure zilver. Ondanks dat zijn ontdekking nog niet de middelen bood om een afbeelding te bewaren – de zouten bleven donkerder worden als ze niet voor het licht werden afgeschermd – vormde het wel de basis voor verder onderzoek naar het bewerken van afbeeldingen. De eerste permanente foto, gebaseerd op dit principe, werd in 1826 in Parijs gemaakt door Joseph Nicéphore Niépce. Andere onderzoekers in dit gebied waren Thomas Wedgwood en Sir Humphry Davy.